# Trofeo Laigueglia 2017
La 54ª edición del Trofeo Laigueglia fue una clásica ciclista italiana que se disputó el 12 de febrero de 2017 sobre un recorrido de 192,5 km.
La carrera hizo parte del calendario UCI Europe Tour 2017 en la categoría 1.HC.
La carrera fue ganada por el corredor italiano Fabio Felline de la Selección de Italia, en segundo lugar Romain Hardy (Fortuneo-Vital Concept) y en tercer lugar Mauro Finetto (Delko Marseille Provence KTM).

## Equipos participantes
| WorldTeams (4)- AG2R La Mondiale - Astana - FDJ - UAE Abu Dhabi Equipos continentales profesionales (12)- Androni Giocattoli - Aqua Blue Sport - Bardiani CSF - Direct Énergie - Delko Marseille Provence KTM - Fortuneo-Vital Concept - Gazprom-RusVelo - Israel Cycling Academy - Nippo-Vini Fantini - Novo Nordisk - Wilier Triestina-Selle Italia - WB-Veranclassic-Aqua Protect Equipos continentales (6)- Amore & Vita-Selle SMP-Fondriest - D'Amico-Utensilnord - GM Europa Ovini - Sangemini-MG.Kvis - Tirol - Unieuro Trevigiani-Hemus 1896 Equipo nacional- Italia |
| |

## Clasificaciones finales
- Las clasificaciones finalizaron de la siguiente forma:[3]

### Clasificación general
| \| Clasificación general \| Clasificación general \| Clasificación general \| Clasificación general \| Clasificación general \| \| Ciclista \| Ciclista \| Equipo \| Tiempo \| \| \| --------------------- \| --------------------- \| ---------------------------- \| --------------------- \| --------------------- \| \| 1.º \| Fabio Felline \| Italia \| 4 h 54 min 01 s \| \| \| 2.º \| Romain Hardy \| Fortuneo-Vital Concept \| + 25 s \| \| \| 3.º \| Mauro Finetto \| Delko-Marseille Provence-KTM \| + 25 s \| \| \| 4.º \| Matteo Trentin \| Italia \| + 25 s \| \| \| 5.º \| Cyril Gautier \| AG2R La Mondiale \| + 25 s \| \| \| 6.º \| Francesco Gavazzi \| Androni-Sidermec-Bottecchia \| + 25 s \| \| \| 7.º \| Arthur Vichot \| FDJ \| + 25 s \| \| \| 8.º \| Matej Mohorič \| UAE Abu Dhabi \| + 25 s \| \| \| 9.º \| Mattia Cattaneo \| Androni-Sidermec-Bottecchia \| + 25 s \| \| \| 10.º \| Romain Combaud \| Delko-Marseille Provence-KTM \| + 29 s \| \| |                   |                              |                 |
| |                   |                              |                 |
| Fuentes: ProCyclingStats Cycling Quotient Cycling Archives |                   |                              |                 |
| Clasificación general |                   |                              |                 |
| Ciclista | Ciclista          | Equipo                       | Tiempo          |
| 1.º | Fabio Felline     | Italia                       | 4 h 54 min 01 s |
| 2.º | Romain Hardy      | Fortuneo-Vital Concept       | + 25 s          |
| 3.º | Mauro Finetto     | Delko-Marseille Provence-KTM | + 25 s          |
| 4.º | Matteo Trentin    | Italia                       | + 25 s          |
| 5.º | Cyril Gautier     | AG2R La Mondiale             | + 25 s          |
| 6.º | Francesco Gavazzi | Androni-Sidermec-Bottecchia  | + 25 s          |
| 7.º | Arthur Vichot     | FDJ                          | + 25 s          |
| 8.º | Matej Mohorič     | UAE Abu Dhabi                | + 25 s          |
| 9.º | Mattia Cattaneo   | Androni-Sidermec-Bottecchia  | + 25 s          |
| 10.º | Romain Combaud    | Delko-Marseille Provence-KTM | + 29 s          |

## UCI World Ranking
El Trofeo Laigueglia otorga puntos para el UCI Europe Tour 2017 y el UCI World Ranking, este último para corredores de los equipos en las categorías UCI ProTeam, Profesional Continental y Equipos Continentales. Las siguientes tablas son el baremo de puntuación y los corredores que obtuvieron puntos:
| Posición              | 1.ª | 2.ª | 3.ª | 4.ª | 5.ª | 6.ª | 7.ª | 8.ª | 9.ª | 10.ª |
| Clasificación general | 200 | 150 | 125 | 100 | 85  | 70  | 60  | 50  | 40  | 35   |

| 1.º  | Fabio Felline     | Italia                       | 200 |
| 2.º  | Romain Hardy      | Fortuneo-Vital Concept       | 150 |
| 3.º  | Mauro Finetto     | Delko Marseille Provence KTM | 125 |
| 4.º  | Matteo Trentin    | Italia                       | 100 |
| 5.º  | Cyril Gautier     | Ag2r La Mondiale             | 85  |
| 6.º  | Francesco Gavazzi | Androni Giocattoli-Sidermec  | 70  |
| 7.º  | Arthur Vichot     | FDJ                          | 60  |
| 8.º  | Matej Mohorič     | UAE Abu Dhabi                | 50  |
| 9.º  | Mattia Cattaneo   | Androni Giocattoli-Sidermec  | 40  |
| 10.º | Romain Combaud    | Delko Marseille Provence KTM | 35  |